# Se las voy a dar a otro
Se las voy a dar a otro es el quinto álbum de estudio publicado por Jenni Rivera, lanzado por Fonovisa el 5 de diciembre de 2001. Se las voy a dar a otro ganó para Rivera una nominación para el Mejor Banda Álbum en la 3.ª entrega anual de Premios Grammy Latinos.